# اشمول
اشمول (به عربی: إشمول) یک شهرداری در الجزایر است که در استان باتنه واقع شده‌است.